# JR Freight EF200 sorozat
A JR Freight EF200 sorozat egy Japán 1 500 V egyenáramú, Bo-Bo-Bo tengelyelrendezésű villamosmozdony-sorozat volt  a JR Freight üzemeltetésében, melyből összesen 21 db készült a Hitachi Ltd. gyárában.

## Selejtezés
Közel 30 évnyi szolgálatot követően, az EF200-18-as számú jármű 2019. április 28-án egy, a Simonoszeki városában található Hatabu járműtároló és az ószakai Suita teherpályaudvar között közlekedő tehervonat élén futotta a széria utolsó útját.

## Modell
N méretarányban a mozdonyt a Kato cég gyártja.